# Calycobolus campanulatus
Calycobolus campanulatus är en vindeväxtart. Calycobolus campanulatus ingår i släktet Calycobolus och familjen vindeväxter.

## Underarter
Arten delas in i följande underarter:
- C. c. campanulatus
- C. c. oddonii